# ベルサ サンダー9
ベルサ サンダー9（Bersa Thunder 9）は、アルゼンチンのベルサ社で開発された自動式拳銃である。

## 概要

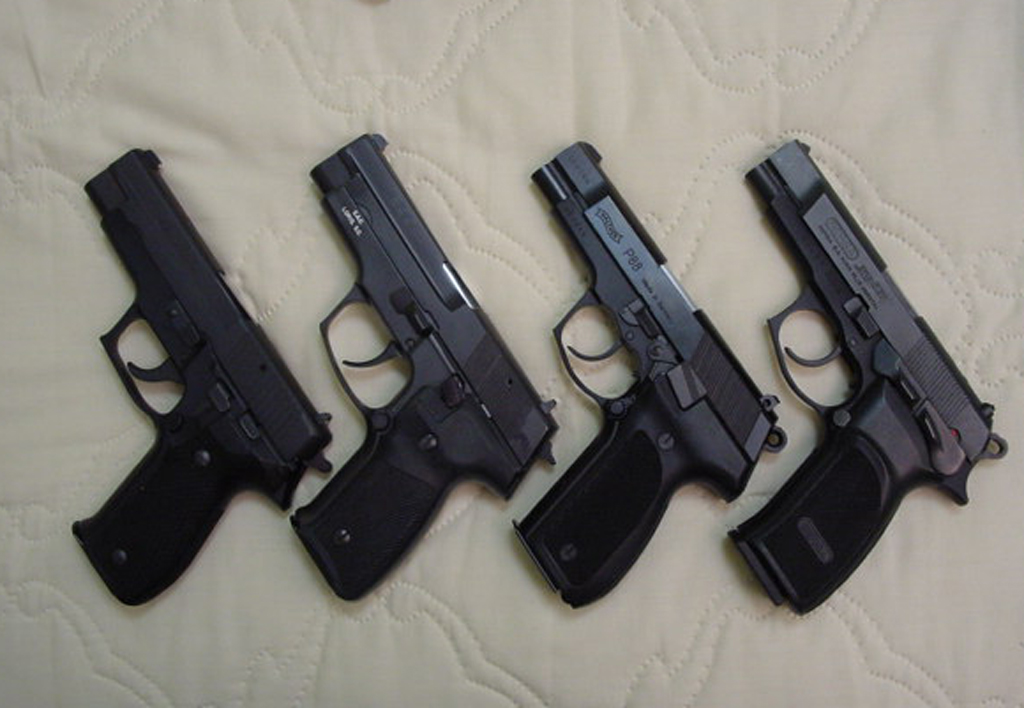
他機種との比較。左から順に、 SIG SAUER P226, TZ 99 (CZ 99), ワルサー P88, ベルサ サンダー9

それまで小・中型の自動式拳銃を製造してきたベルサ社が初めて製造した大型の自動式拳銃であり、軍・警察用として設計された。ベルサ社が製造してきた拳銃は、主にドイツのワルサー社製拳銃をベースとしたものだったが、本銃もワルサー社のP88自動式拳銃に強い影響を受けている。
ハンマー露出型のダブルアクション式自動式拳銃であり、スライドとバレルのロッキング機構はティルトバレル方式を採用している。フレームはアルミ系の軽合金製、スライドや撃発メカニズムの部品はスチール製である。
マニュアルセフティはフレーム後端に配置され、左右両方から操作可能。また、スライドストップも左右両方から操作できる。マガジンキャッチは左右を組み替えることが可能。
2024年時点では、本銃をベースとした改良モデルが「TPR9」シリーズの名称で販売されており、サンダー9の名称はカタログから無くなっている。

## 派生型
サンダー40
フルサイズの.40S&W弾モデル。装弾数は13発。
サンダー9 ミニ/サンダー9 ウルトラコンパクト
コンパクトサイズの9×19mm弾モデル。全長165mm、銃身長83mm、重量765g（非装弾時）、装弾数は13発。
サンダー40 ミニ/サンダー40 ウルトラコンパクト
コンパクトサイズの.40S&W弾モデル。全長165mm、銃身長83mm、重量765g（非装弾時）、装弾数は10発。
サンダー ウルトラコンパクト45
コンパクトサイズの.45ACP弾モデル。全長173mm、銃身長92mm、重量780g（非装弾時）、弾倉はシングルカラムで装弾数は7発。

## 運用国
- アルゼンチン[6] - 連邦警察、ブエノスアイレス州警察[3]
- バングラデシュ - バングラデシュ陸軍[7]